# Гесс, Альфред
Альфред Гесс (нем. Alfred Heß; 29 марта 1897, Александрия, Египет — 9 июня 1963, Райхольдсгрюн, ФРГ) — немецкий политик, функционер Зарубежной организации НСДАП. Младший брат заместителя фюрера Рудольфа Гесса.

## Биография
Альфред Гесс — сын предпринимателя Фрица Гесса, владевшего в Александрии компанией по импорту товаров. В Первую мировую в 1916—1918 годах Альфред Гесс воевал на фронте, был несколько раз ранен и отравился в газовую атаку.
В 1920 году в Мюнхене вступил в НСДАП, но к карьере в партии не стремился. Поселился временно в Германии, чтобы завершить торговое образование. С 1924 года проживал в Александрии и работал в родительской компании. С 1926 года занимался партийным строительством в Египте. В 1933 году основал партийную группу в Каире и стал её первым руководителем. В Берлине организовал для Зарубежной организации НСДАП отдел внешней торговли и, несмотря на ухудшение здоровья, активно участвовал в работе Зарубежной организации, оставаясь фанатичным национал-социалистом. В 1934 году Альфред Гесс был назначен заместителем гауляйтера Эрнста Вильгельма Боле. После победы Германии во Второй мировой войне Альфреда Гесса планировалось назначить генерал-губернатором Египта.
После перелёта Рудольфа Гесса в Великобританию в мае 1941 года Альфред был сразу снят с должности и помещён под арест. По окончании войны Альфред Гесс был интернирован американцами и выступал свидетелем защиты на Нюрнбергском процессе. Прошёл процедуру денацификации и получил свободу.